# یی لی
یی لی (انگلیسی: Yi Li؛ زادهٔ ۷ نوامبر ۱۹۸۷) بازیکن بسکتبال اهل چین است. وی در بازی‌های المپیک تابستانی ۲۰۱۲ شرکت کرده‌است.